# Kaloula aureata
Kaloula aureata es una especie de anfibio anuro de la familia Microhylidae.

## Distribución geográfica
Esta especie es endémica de Tailandia. Se encuentra en las provincias de Surat Thani y Nakhon Si Thammarat.

## Descripción
Kaloula aureata mide aproximadamente 65 mm. Su parte posterior es marrón con manchas amarillas irregulares cuya superficie total es más grande que la marrón, lo que le da, en última instancia, un aspecto dorado. Una línea longitudinal amarilla brillante está presente en el centro del dorso. Bandas laterales de color amarillo anaranjado también están presentes. Su vientre es blanco. Sus cuatro extremidades son prácticamente blancas, ligeramente teñidas de amarillo en la punta de los dedos.

## Taxonomía
Este taxón fue eliminado de su sinonimia con Kaloula pulchra en 2006 por Pauwels y Chérot en el que fue colocado en 2003 por Ohler, especialmente en vista de las diferencias en la librea y la forma de la cabeza.

## Etimología
El nombre de su especie, derivado del latín aureus, "dorado", le fue dado en referencia a su color. 

## Publicación original
- Nutphand, 1989 : Bull frogs or burrowing frogs. Thai Zoological Center, vol. 4, p. 1-10.[4]